# Johann Baptist Ruel
Johann Baptist Ruel, auch de Ruel und Johann Baptist de Rüll (* um 1634 in Antwerpen; † 20. Juni 1685 in Würzburg) war ein flämischer Porträtmaler und Gestalter von Altarretabeln.  Er ist dem Hochbarock zuzuordnen.

## Leben

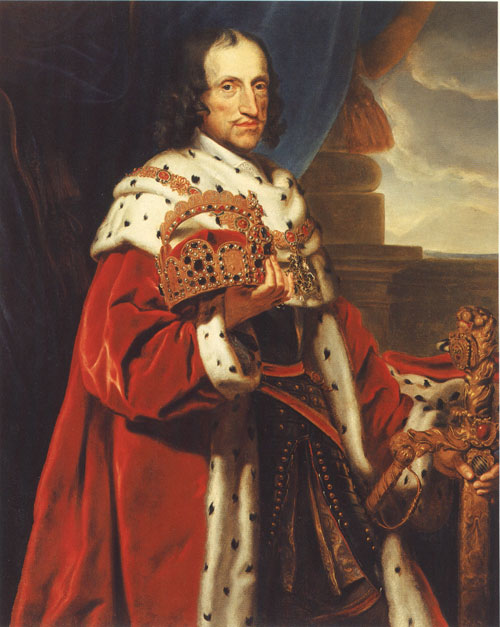
J.B.Ruel, Porträt von Karl I. Ludwig im Kurpfälzischen Museum der Stadt Heidelberg

Johann Baptist Ruel wurde als Sänger am Hof des Mainzer Kurfürsten Johann Philipp von Schönborn eingeführt und wurde von Jan Thomas van Ieperen im Malen unterrichtet. Ein Porträt des Kurfürsten befindet sich im Museum für Franken, Würzburg, Inv.-Nr. S. 49335. Er wurde bekannt und erhielt weitere Aufträge aus dem geistlichen Umfeld unter anderem von Philipp Valentin Voit von Rieneck, Peter Philipp von Dernbach.  Ein Porträt des Fürstbischofs Philipp Valentin Voit von Rieneck hängt in der Neuen Residenz in Bamberg. In Mainz entstanden unter anderem Porträts für Lothar Friedrich von Metternich-Burscheid, Pfalzgraf Karl I. Ludwig und Liselotte von der Pfalz. Er siedelte nach Würzburg um, wo er auch starb. Dort schuf der angebliche „Nebenbuhler“ Oswald Onghers zahlreiche Altarbilder und weitere Porträts. Ein 1661 von im geschaffenes Ölgemälde büßende hl. Magdalena im Würzburger Dom verbrannte im März 1945, ebenso die 1659 von ihm gemalte Feuerprobe der hl. Elisabeth im Dom und eine Altartafel in der Würzburger Karmelitenkirche St. Joseph und St. Maria Magdalena. Im Museum für Franken erhalten ist hingegen das Ruel zugeschriebene, um 1680 entstandene Gemälde Porträt eines unbekannten Mädchens. Mehrere Altarblätter in der Kapelle Heilig-Kreuz in Eibelstadt, ein Altarbild in St. Michael (Lörzweiler) und das Altarblatt in der Antoniuskapelle (1667) im Kapuzinerkloster Ochsenfurt stammen von Ruel. Außerdem schuf er ein Altarblatt in der Sebastianskirche in Sulzfeld am Main. Zu seinem Todesjahr gibt es unterschiedliche Angaben. Es wird auch 1715 als mögliches Sterbejahr genannt.